# Virus de Langat

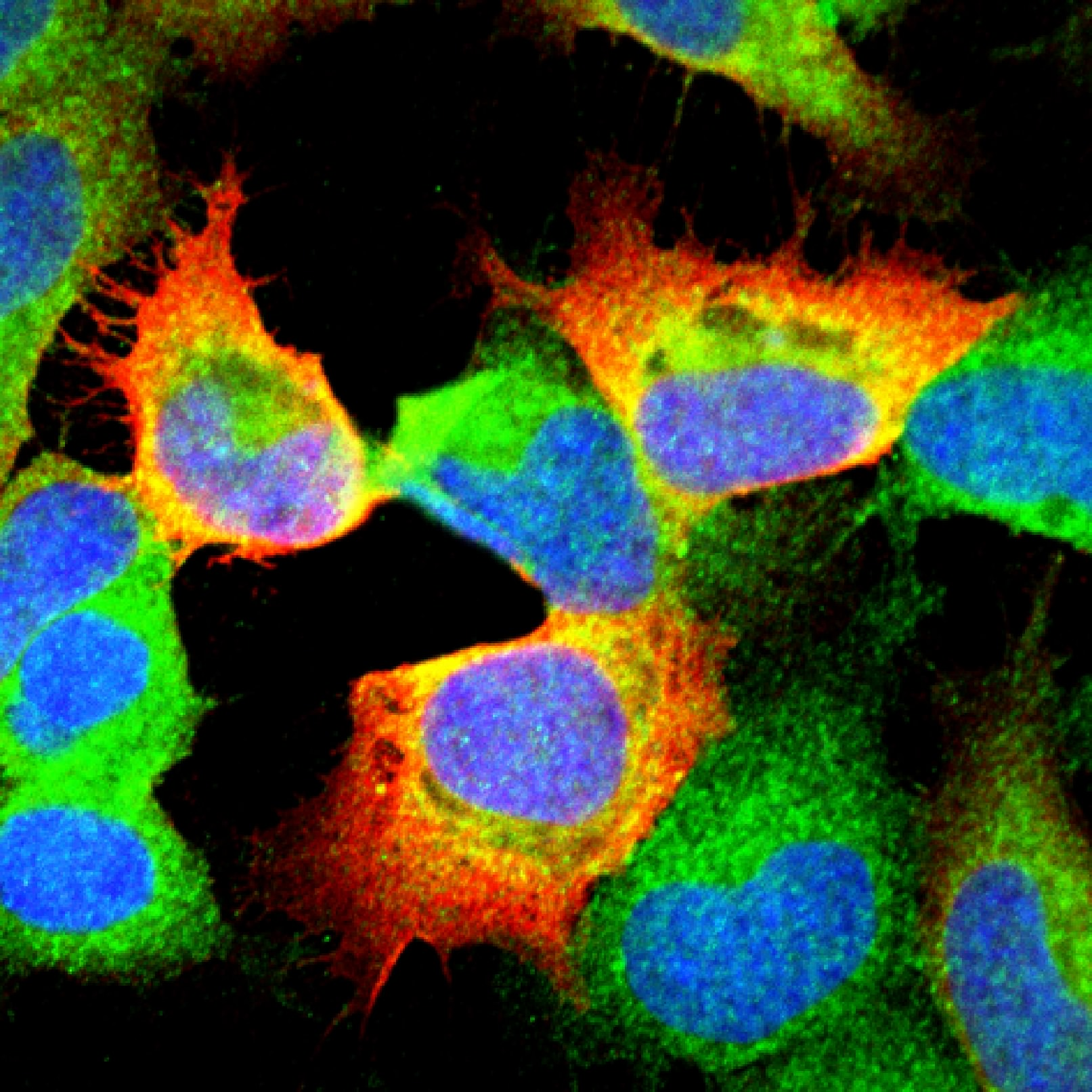

El Virus de Langat (LGTV) es un virus del género Flavivirus. El virus se aisló por primera vez en Malasia en 1956 a partir de una garrapata del género Ixodes. Este virus está relacionado antigénicamente con el virus de la fiebre hemorrágica de Omsk, el virus de la enfermedad de la selva de Kyasanur, el virus de Alkhurma, el virus de Louping y otros virus del complejo de los virus de la encefalitis por garrapatas (TBEV). El virus de Langat no representa una amenaza epidemiológica significativa en comparación con TBEV. No se conocen casos de enfermedades humanas asociadas con LGTV. La cepa de Malasia (cepa LGT TP21, también conocida como el virus Yelantsev) se atenúa naturalmente e induce anticuerpos neutralizantes contra el Virus de la encefalitis por garrapatas y la protección contra otros virus complejos TBEV en animales.

## Vacuna
En la década de 1970 se realizó una vacuna viva atenuada basada en LGTV contra la encefalitis transmitida por garrapatas. Al mismo tiempo, se probó otra vacuna, pero el grupo vacunado con la vacuna basada en LGTV fue el que tuvo menores niveles de desarrollo de la enfermedad. Sin embargo, hubo dos grandes problemas: la tasa relativamente alta de incidentes de encefalitis (1:10 000) y la falta de protección absoluta contra la infección en regiones endémicas.